# Télévision Française 1
A TF1 (1975-től 1987-ig Télévision Française 1) Franciaország állami televízióinak egyike volt 1935-ös indulásától, egészen az 1987-es privatizációig. Azóta kereskedelmi csatornaként üzemel. A csatorna 1950-ben alapító tagja volt az Európai Műsorszolgáltatók Uniójának, 1956 és 1981 között pedig ők közvetítették Franciaországban az Eurovíziós Dalfesztivált. Jelenlegi nevét 1975. január 1-jén kapta, amely az év január 6-án lépett életbe. 1975. december 20-tól az adó minden műsora színesen sugároz. 20 órás hírműsora a legnézettebbek közé tartozik Európában. A csatorna tulajdonosa 1987 óta a TF1 Group, amelynek elnöke Gilles Pélisson. A csatorna elérhető digitális földfelszíni platformon és a Canalsat műholdon.
A TF1 jelenleg Franciaország egyik legnézettebb csatornája.

## Műsorai
- Legyen Ön is Milliomos!
- Dance aves les stars
- Star Academy
- Le Journal de13h
- Le Journal de 20h
- Le 20h le mag
- Les docs du week-end
- Grands Reportages
- Automoto
- Téléfoot
- La Meteo
- Ninja Warrior
- Formula–1 világbajnokság
- Labdarúgó-világbajnokság
- The Voice

### Sorozatok
- 4400
- Julie Lescaut
- Lisa csak egy van
- Beverly Hills 90210
- Melrose Place
- MacGyver
- Gossip Girl – A pletykafészek
- Szellemekkel suttogó
- Ana három arca
- No Limit
- CSI: New York-i helyszínelők
- Alice Nevers
- A mentalista
- Katonafeleségek
- Koh-Lanta
- Clem
- Cobra 11
- Dallas
- Doc Martin
- Downton Abbey
- Hercule Poirot
- Lost
- Monk
- Nikita
- Tomorrow is ours
- Szerelmek Saint Tropez-ban